# Coniophanes joanae
Coniophanes joanae är en ormart som beskrevs av Myers 1966. Coniophanes joanae ingår i släktet Coniophanes och familjen snokar. Inga underarter finns listade i Catalogue of Life.
Arten är känd från två individer, en från centrala Panama och en från östra Panama. De hittades i bergstrakter mellan 500 och 1450 meter över havet. Regionerna är täckta av fuktig skog. Individerna upptäcktes på marken och de var dagaktiva.
Båda exemplar hittades i eller intill nationalparker. Fynden är från 1969 och tidigare. IUCN listar arten med kunskapsbrist (DD).